# Glochidion karnaticum
Glochidion karnaticum är en emblikaväxtart som beskrevs av Tapas Chakrabarty och Mohan Gangopadhyay. Glochidion karnaticum ingår i släktet Glochidion och familjen emblikaväxter. Inga underarter finns listade i Catalogue of Life.